# Chemnitz-Klaffenbach
Klaffenbach ist der am weitesten nach Süden vorgeschobene Stadtteil der Stadt Chemnitz. An ihn grenzen die Stadtteile Hutholz, Markersdorf, Harthau und Einsiedel sowie die Gemeinde Neukirchen samt Adorf und die Gemeinde Burkhardtsdorf. Höchste Erhebung Klaffenbachs und zugleich der gesamten Stadt Chemnitz ist die Klaffenbacher Höhe (523,4 m).

## Geschichte

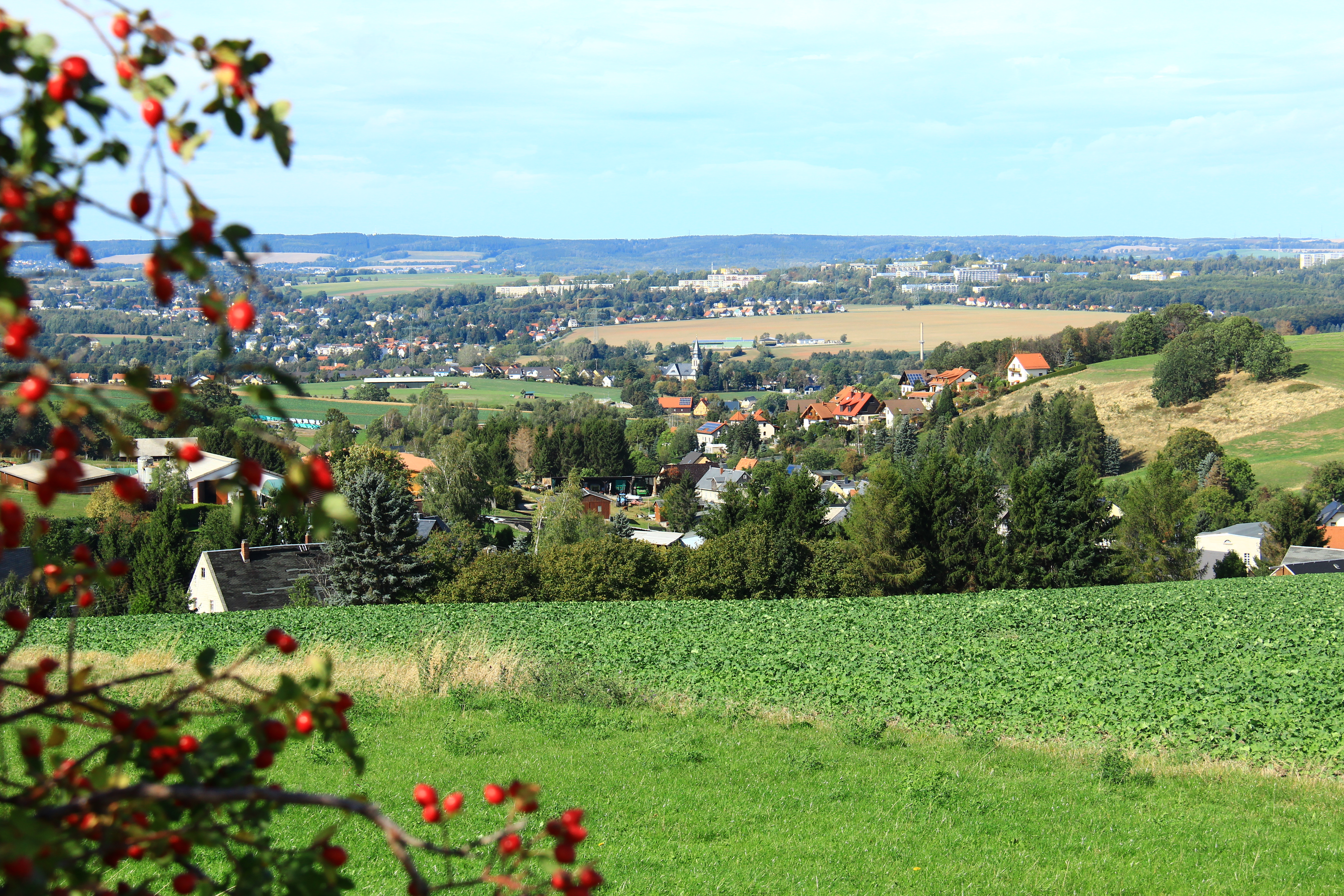
Blick nach Chemnitz OT Klaffenbach

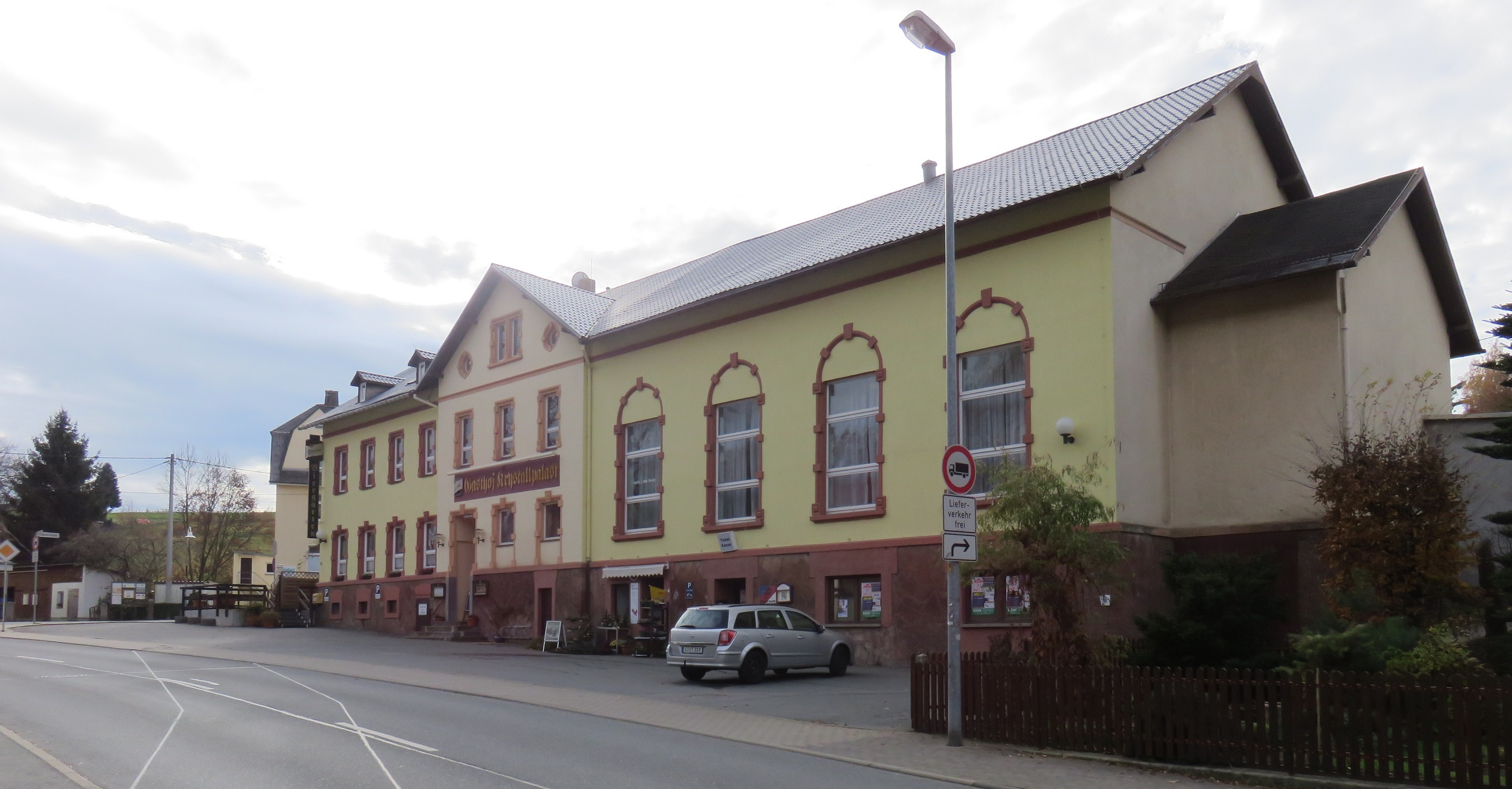
Klaffenbacher Hauptstraße

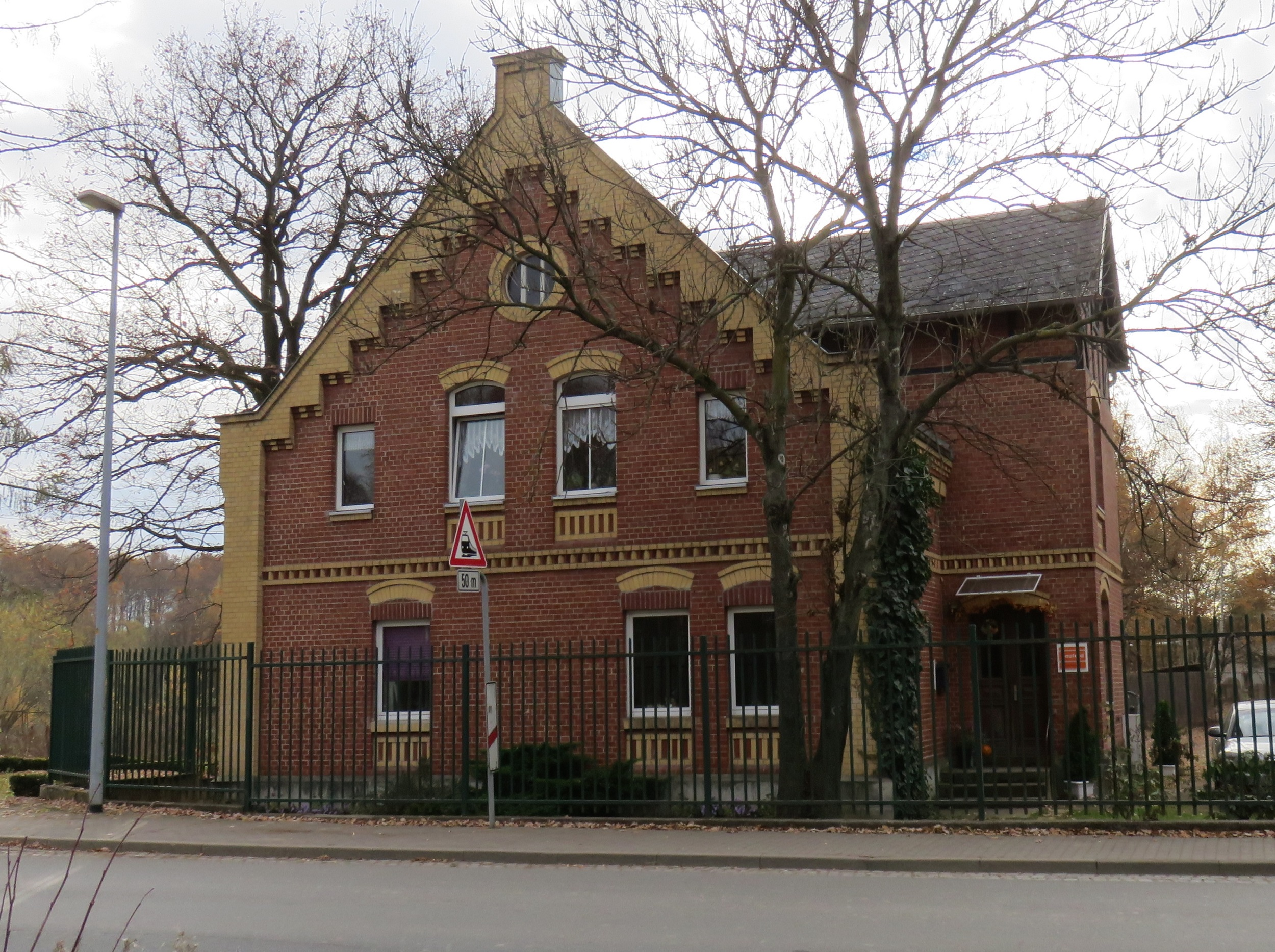
Gebäude in der Chemnitzer Straße

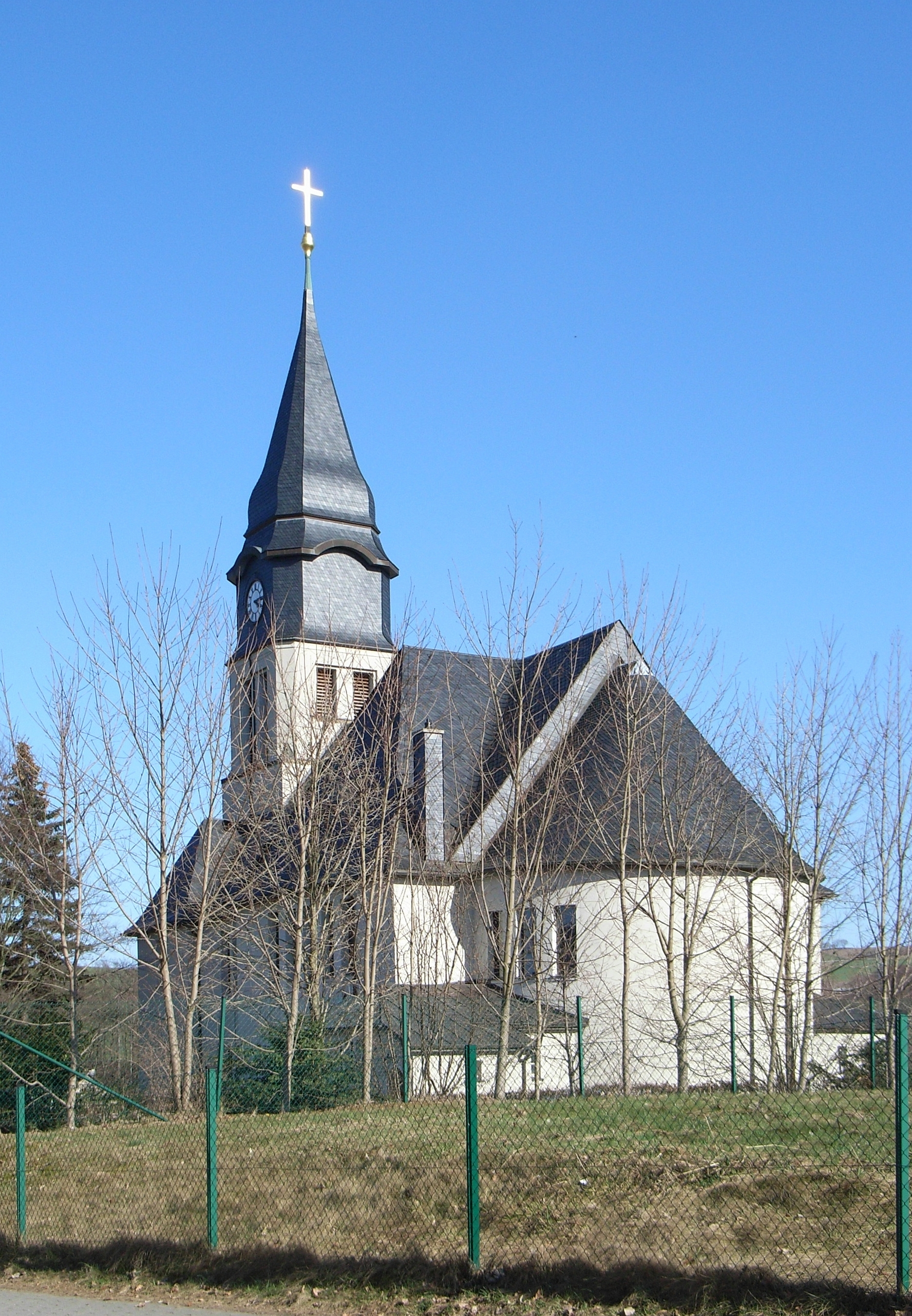
Kreuzkirche Chemnitz-Klaffenbach

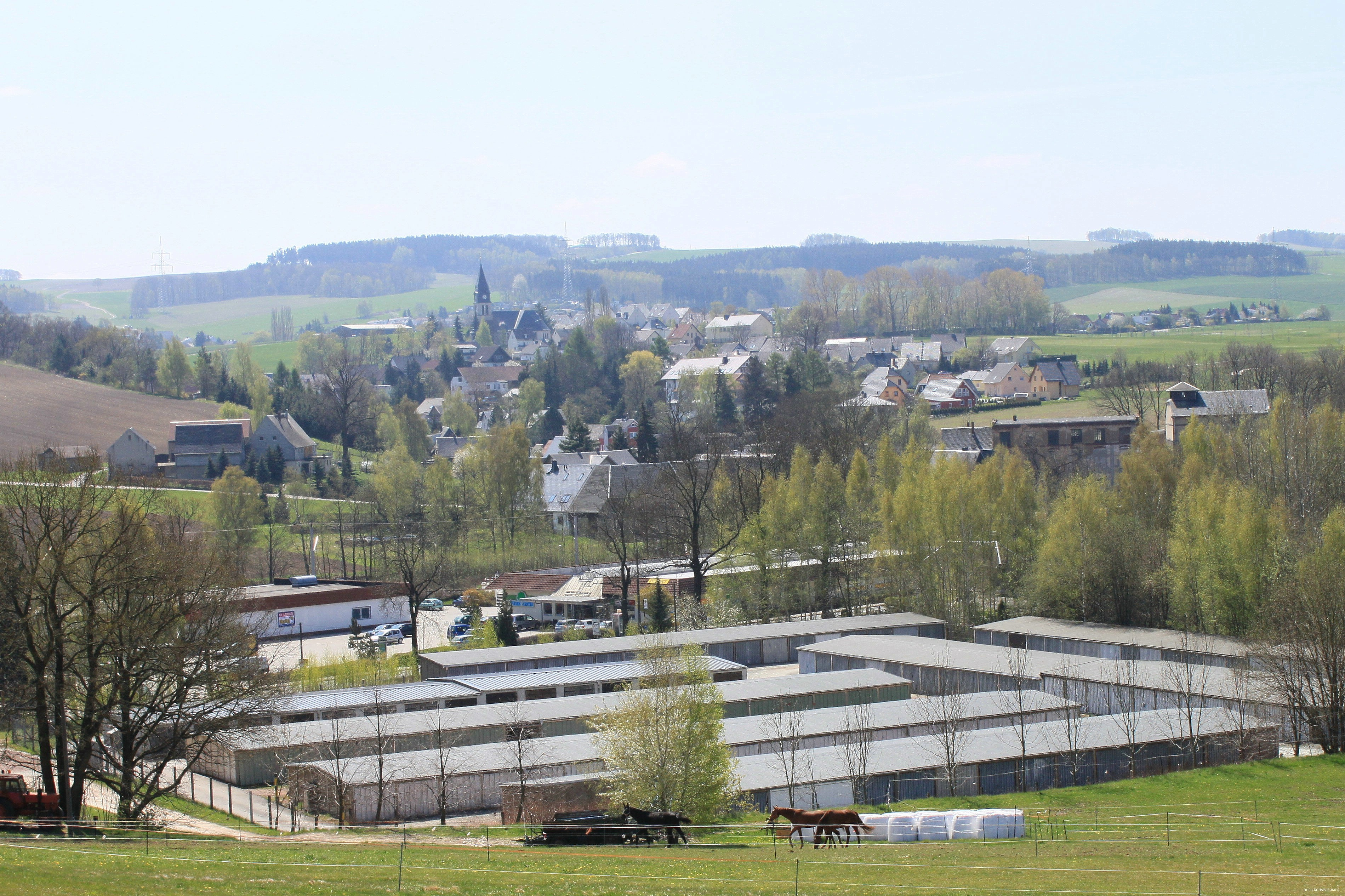
Blick nach Chemnitz-Klaffenbach

Klaffenbach gehört zu den ältesten Orten des Chemnitzer Bezirks. Schon um das Jahr 1200 wird er urkundlich erwähnt. Damals bedeckte ein dichter Urwald das Erzgebirge. Kaiser Lothar fasste den Entschluss, in der Pflege des heutigen Chemnitz ein Kloster entstehen zu lassen. Er schenkte deshalb der römischen Kirche ein Stück Land. Diese übertrug die Verwaltung des kaiserlichen Geschenks Mönchen aus dem Benediktinerkloster zu Pegau. 1136 konnte das neue Kloster eingeweiht werden. Die Mönche machten die zugehörigen Länderstriche urbar und holten dazu fränkische Siedler ins Land. Um 1200 wird Klaffenbach bereits als ein zum Klostergebiet gehörender Ort erwähnt. So kann angenommen werden, dass Klaffenbach um 1150 entstanden ist.
Der Name Klaffenbach als Ableitung von Glava Bog, die Mordstelle, in Verbindung mit der Sage vom St.-Arno-Kreuz über den Bischof Arno von Würzburg, der im Jahr 892 auf der Klaffenbacher Höhe erschlagen worden sein soll, ist nicht zu halten. Dieses Kreuz, das sich im oberen Ortsteil befindet, ist ein Grenzstein des Chemnitzer Klosters. Möglich ist dagegen eine Ableitung aus den slawischen Worten hlowa (obersorbisch), glawa (niedersorbisch), hlawa (tschechisch), was Haupt bzw. Kopf bedeutet und bòh für Gott, als Hinweis auf einen Platz, an welchem ein wichtiger slawischer Gott verehrt wurde. Andere deuten Klaffenbach als Bach in der Klaffe, ein enges, tief einschneidendes Tal. Wieder andere leiten den Namen von klappernder, murmelnder Bach ab. Die erste urkundliche Erwähnung lautet Claffinbach.
Um 1537 zählte Klaffenbach ungefähr 250 Einwohner, 28 begüterte und 20 Hausgenossen. Um 1539, als Folge der Reformation, wurde das Kloster aufgehoben. Klaffenbach, Burkhardtsdorf und Neukirchen kamen 1543 durch Kauf an Wolf Hünerkopf. Klaffenbach war 1593 von Hexenverfolgung betroffen, geriet Martin Marx in einen Hexenprozess.
Im 17. Jahrhundert brach während des Dreißigjährigen Krieges 1632–1634 die Pest aus. Von 1543 an mussten die Klaffenbacher Frondienste auf dem Rittergut Neukirchen leisten. Nach der französischen Revolution brach am 20. August 1790 ein Aufruhr aus.
Seit 1993 ist Klaffenbach staatlich anerkannter Ausflugsort.
Am 1. Januar 1997 wurde Klaffenbach nach Chemnitz eingemeindet. Mit Wirkung vom 1. Januar 2019 wurden mehrere Flurstücke mit insgesamt 29.935 m² (knapp drei Hektar) aus der Gemarkung Klaffenbach, Stadt Chemnitz, in die südlich angrenzende Gemeinde Burkhardtsdorf umgegliedert. Der Sportplatz der Gemeinde Burkhardtsdorf lag zuvor nahezu hälftig auf Klaffenbacher und auf Burkhardtsdorfer Flur. Die bislang zu Klaffenbach gehörige Straße Am Birkenhain und die anliegenden Grundstücke waren ohnehin nur von Burkhardtsdorf zu erreichen. Öffentliche Dienstleistungen wie z. B. Postzustellung und Abfallentsorgung vereinfachten sich mit der Umgliederung. Die Grundstücke wurden neu der Burkhardtsdorfer Canzlerstraße zugeordnet. Von der Umgliederung waren zwei Einwohner betroffen, unter anderem Christoph Franke. Auch die Rechtsverhältnisse am Sportplatz vereinfachten sich.

## Politik

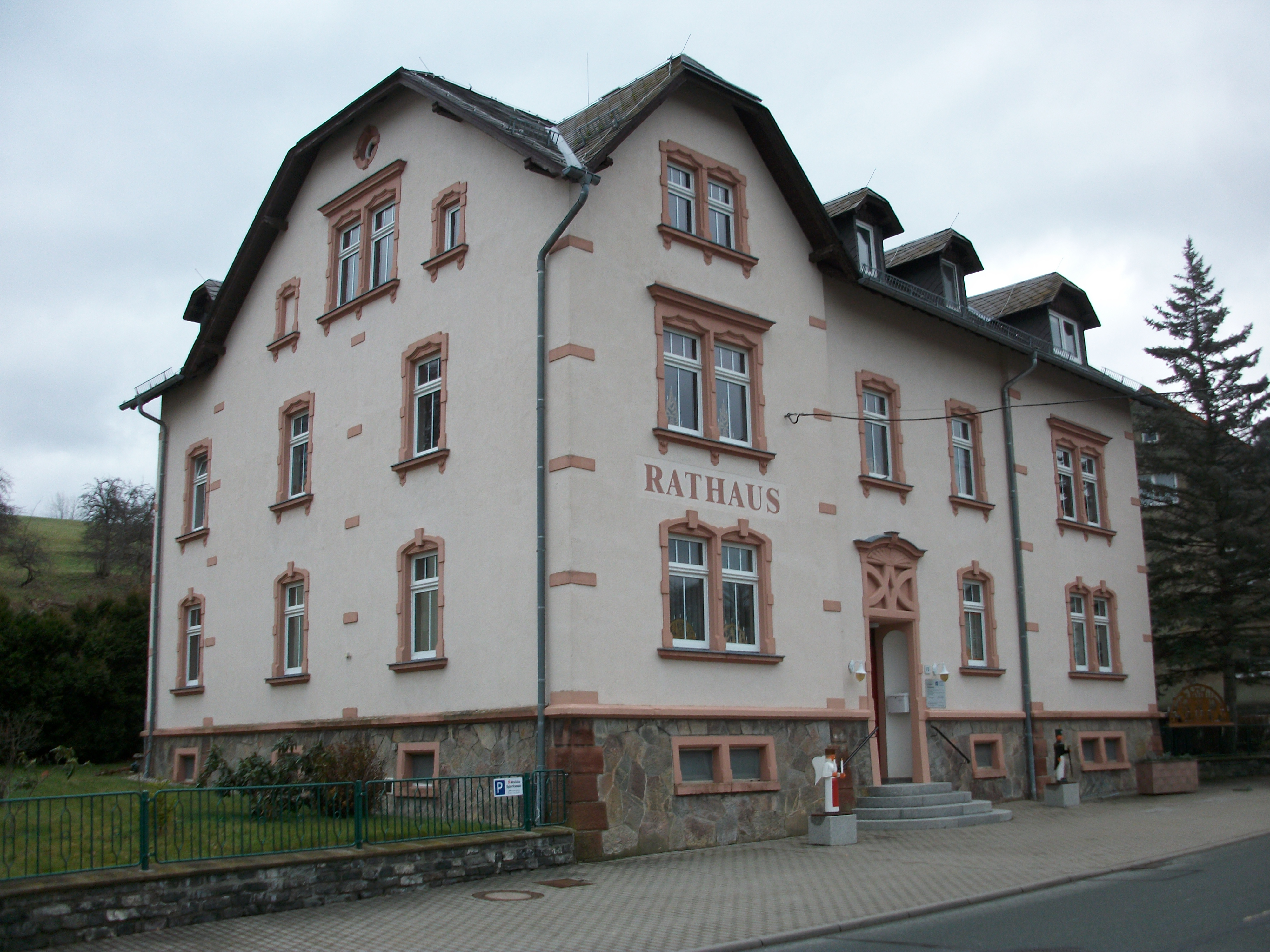
Rathaus Chemnitz-Klaffenbach

| Ortschaftsratswahl Klaffenbach 2019Wahlbeteiligung: 74,1 % 706050403020100 63,5 %12,9 %11,0 %6,7 %5,8 %n. k. % FWAfDLinkeCDUSPDFDPGewinne und Verlusteim Vergleich zu 2014 %p 18 16 14 12 10 8 6 4 2 0 −2 −4 −6 −8−10−12−14+16,6 %p+12,9 %p−4,9 %p−12,6 %p−4,8 %p−7,3 %pFWAfDLinkeCDUSPDFDP | Sitzverteilung im Ortschaftsrat Klaffenbach seit 2019Insgesamt 9 Sitze - Linke: 1 - FW: 7 - AfD: 1 |

## Verwaltungszugehörigkeit
Die Zugehörigkeit zur übergeordneten Verwaltungseinheit unterlag geringen zeitlichen Änderungen.
- 1590: Amt Chemnitz
- 1764: Amt Chemnitz
- 1816: Amt Chemnitz
- 1843: Amt Chemnitz
- 1856: Gerichtsamt Chemnitz
- 1875: Amtshauptmannschaft Chemnitz
- 1952: Landkreis Chemnitz
- 1994: Landkreis Stollberg
- 1997: Kreisfreie Stadt Chemnitz

## Sehenswürdigkeiten

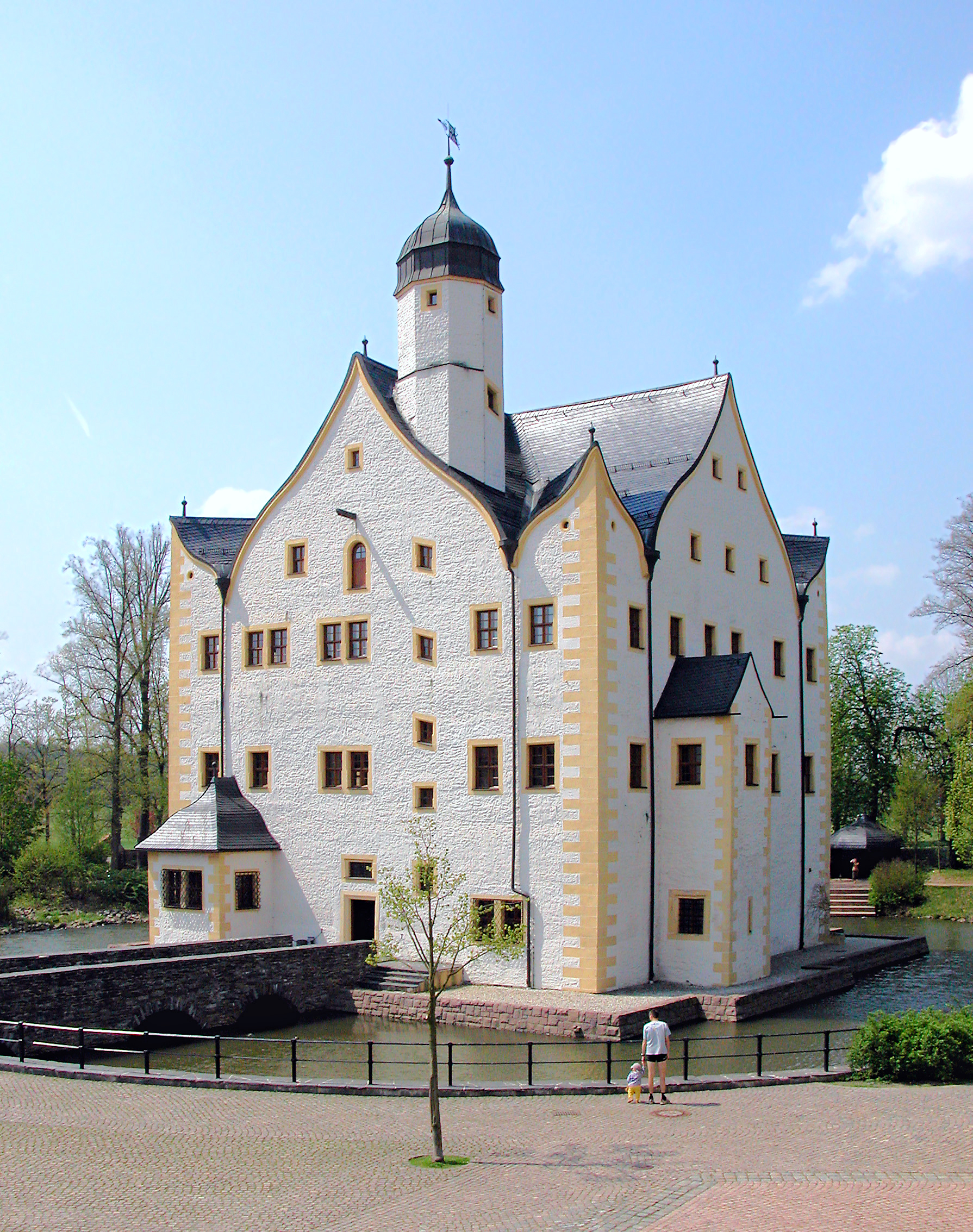
Wasserschloss Klaffenbach

Das Wasserschloss Klaffenbach ist beliebtes Ausflugsziel und Austragungsort kultureller Aktivitäten. Es wurde im 16. Jahrhundert errichtet und beherbergte bis 2008 das Museum für sächsische Fahrzeuge. Das Hauptgebäude wird von einem Wassergraben umsäumt und besitzt somit den Charakter eines Wasserschlosses.

## Verkehr
Auf der 1895 eröffneten Eisenbahnstrecke Chemnitz–Stollberg (Sachs) betreibt die City-Bahn Chemnitz seit dem 15. Dezember 2002 eine Regionalstadtbahn mit zwei an Klaffenbach grenzenden Stationen. Von den Bahnhaltestellen Neukirchen-Klaffenbach und Klaffenbach Haltepunkt aus erschließt die Buslinie 39 der CVAG die gesamte Ortslage.

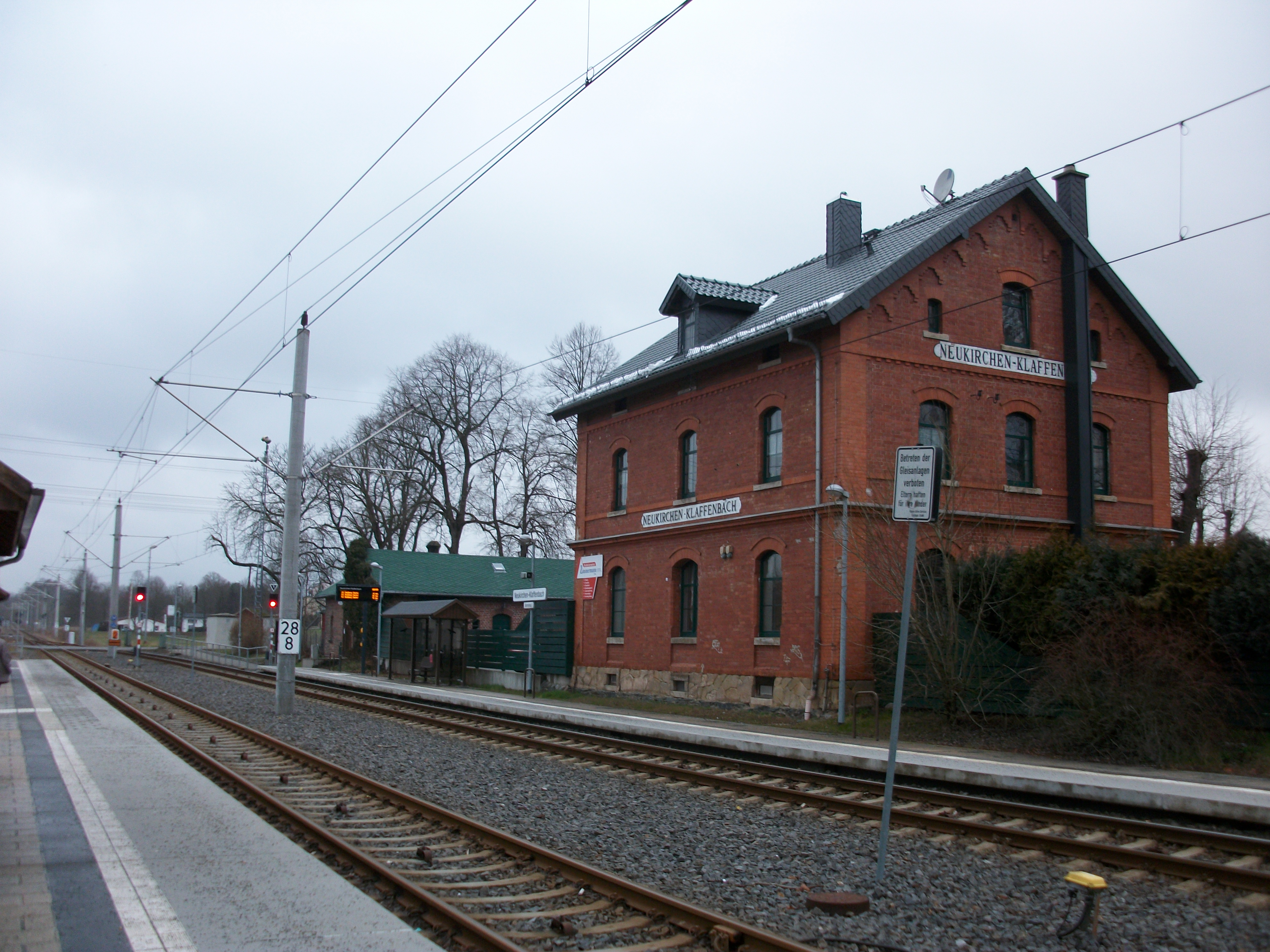
Empfangsgebäude des Bahnhofs Neukirchen-Klaffenbach (2016)
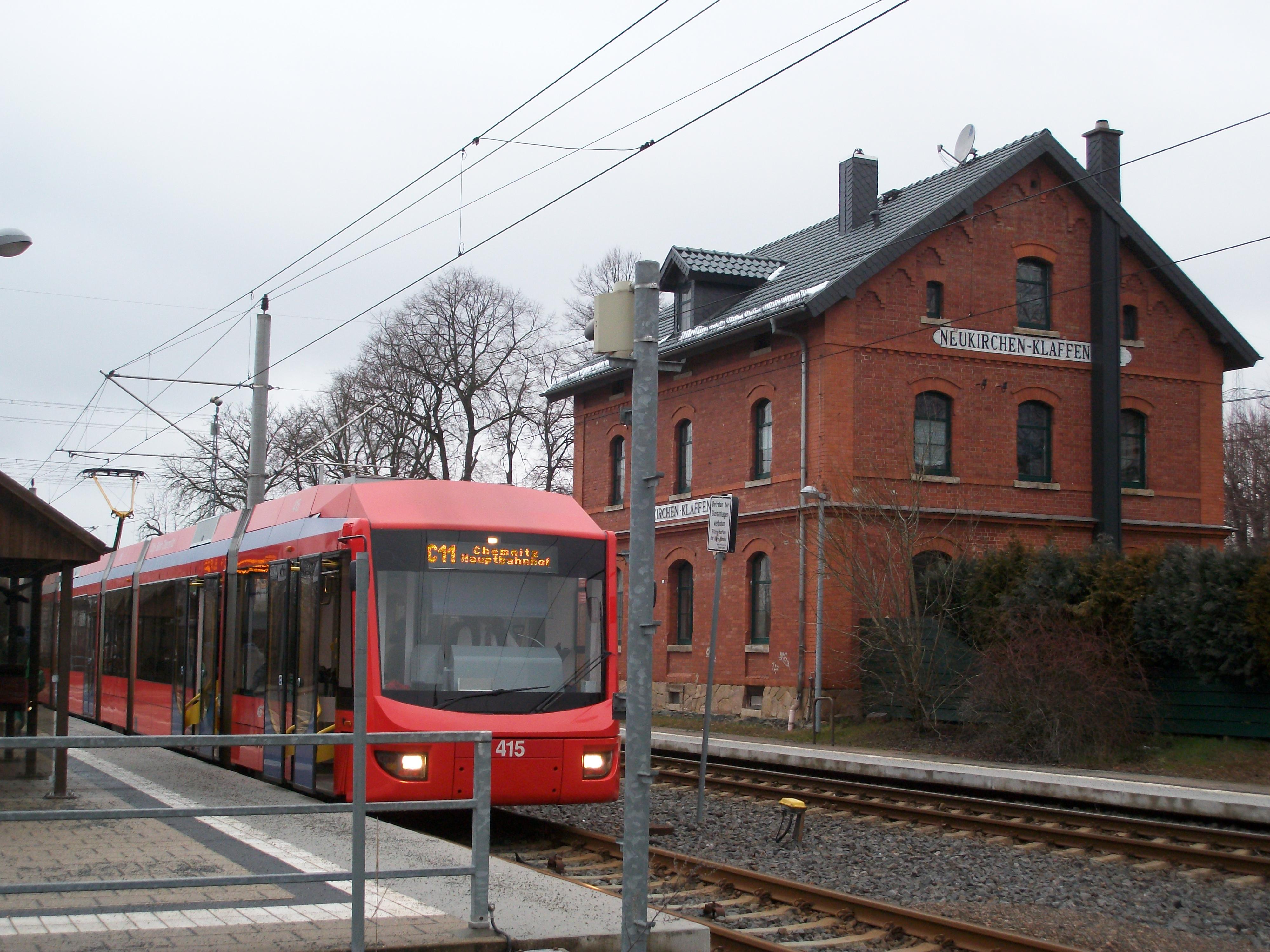
Empfangsgebäude des Bahnhofs Neukirchen-Klaffenbach mit City-Bahn (2016)
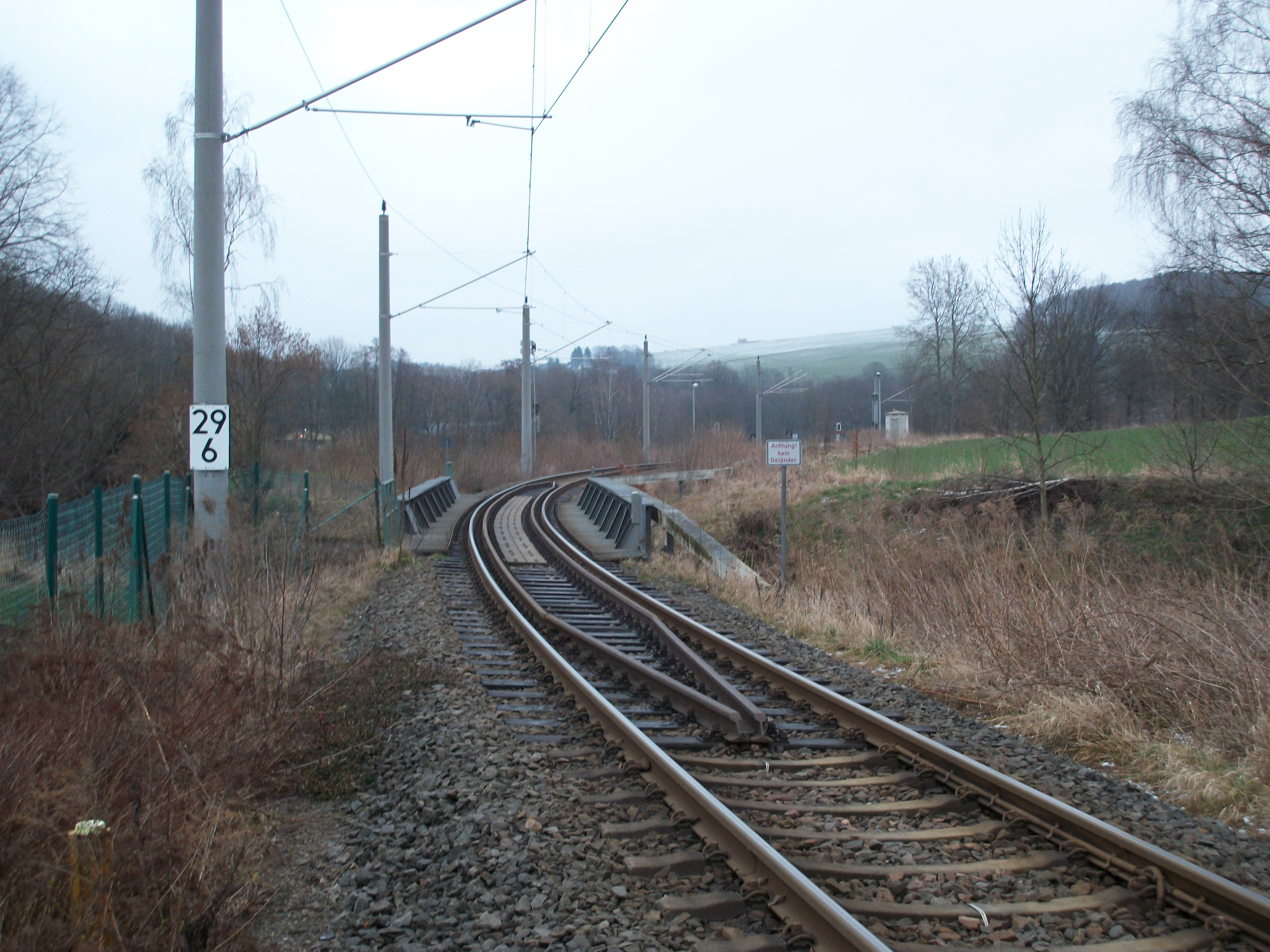
Bahnstrecke beim Haltepunkt Klaffenbach
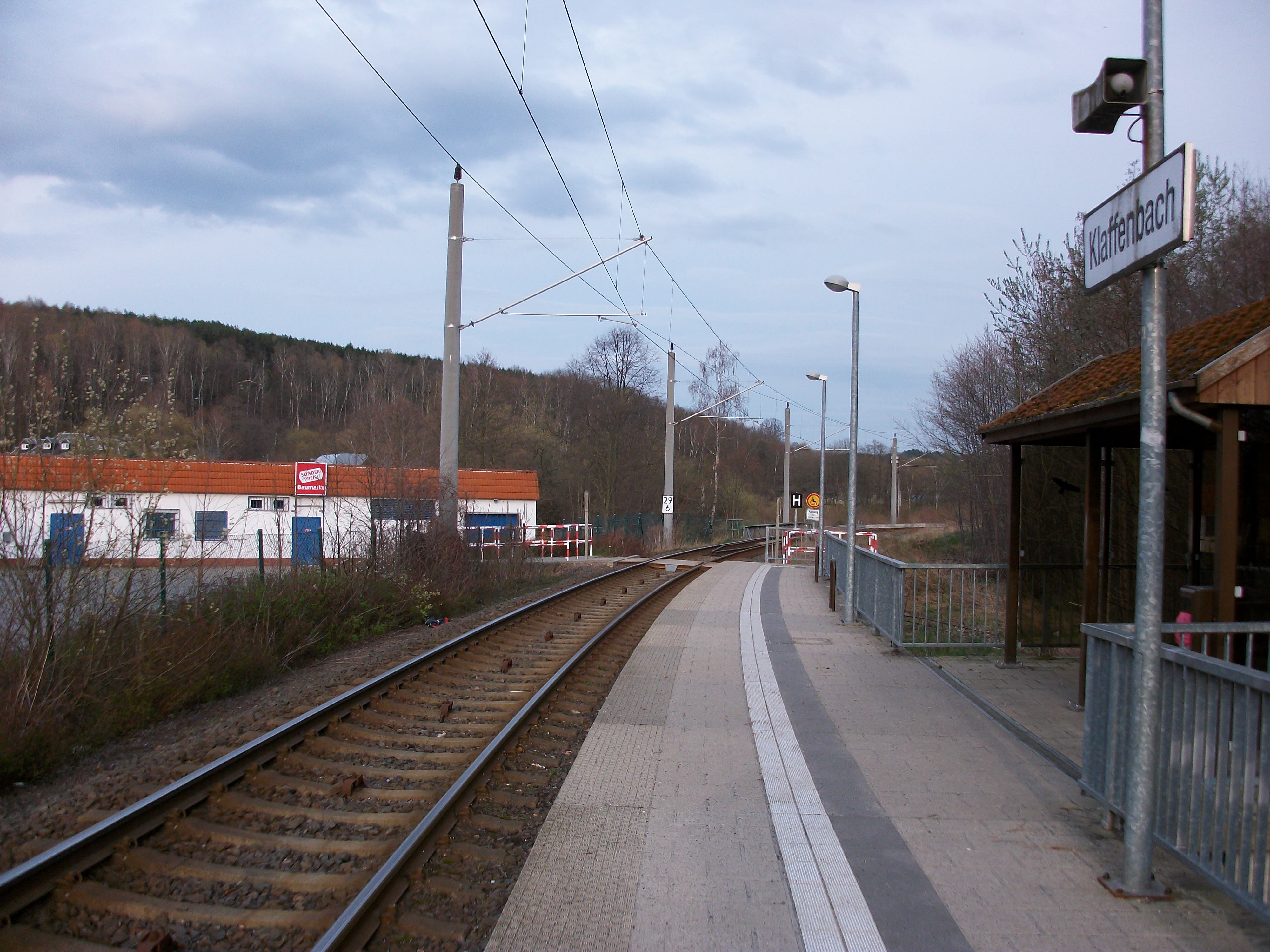
Haltepunkt Klaffenbach (2016)
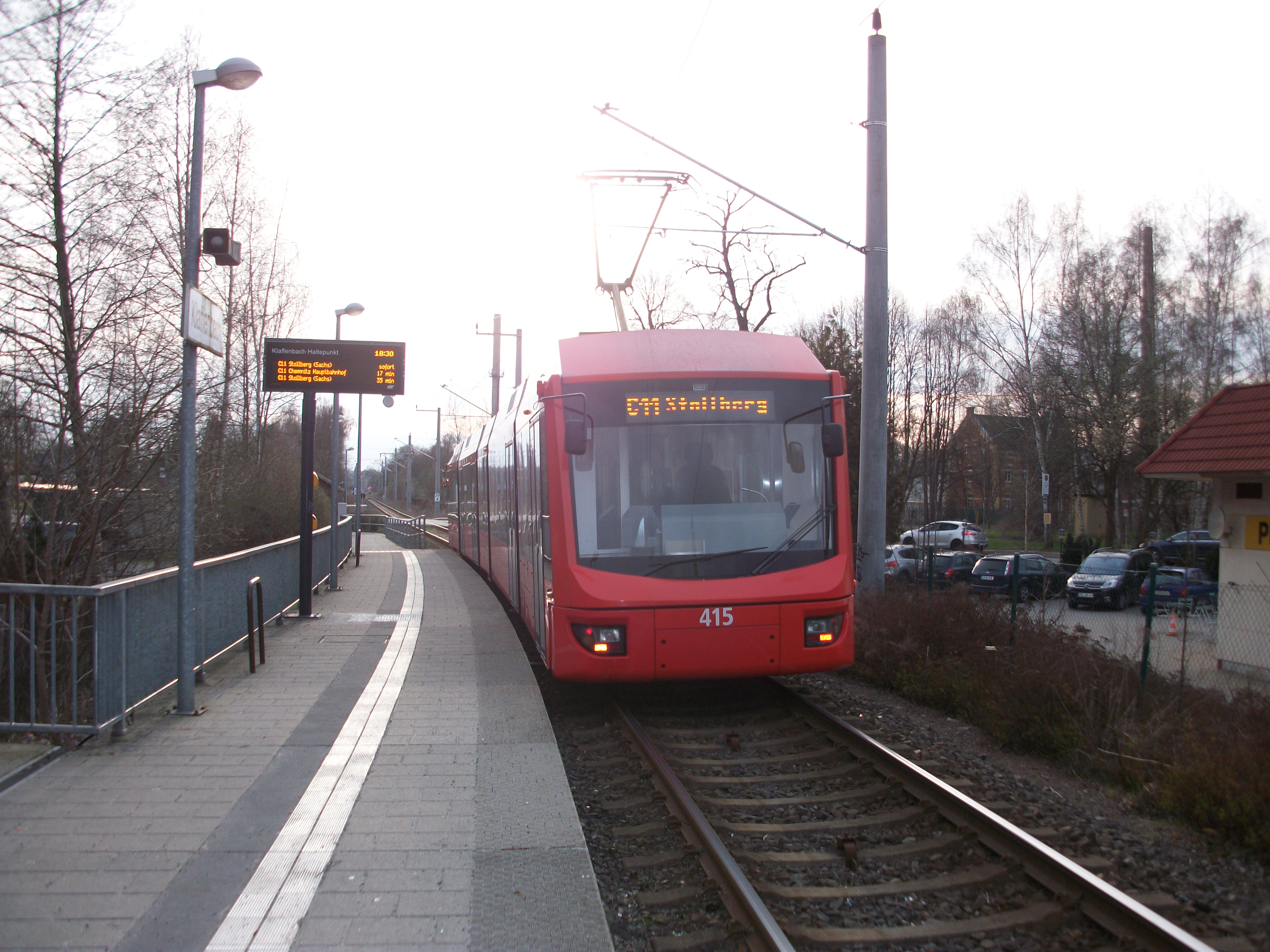
Haltepunkt Klaffenbach mit City-Bahn (2016)

## Persönlichkeiten
- Werner Arnold (* 1944), Bibliothekar
- Armin Roder (* 1932), Schauspieler